# Cheater (singolo)
Cheater è un brano musicale interpretato da Michael Jackson, scritto da Jackson e Greg Phillinganes e pubblicato il 14 settembre 2004 come unico singolo dalla raccolta Michael Jackson: The Ultimate Collection dello stesso anno. 

## Descrizione
Il brano venne registrato tra il 1986 e il 1987, durante le sessioni di registrazione per il settimo album in studio di Jackson, Bad (1987). La canzone, però, non venne inserita nell'album e rimase inedita. Venne selezionata solo nel 2004 per essere inserita nella raccolta definitiva di Jackson, The Ultimate Collection, che conteneva al suo interno quasi tutti i successi del cantante più diversi inediti e demo, divisi per le epoche di pubblicazione dei principali album dell'artista. Cheater venne pertanto inserita tra gli inediti del "periodo Bad" nel CD 3 della compilation. Non essendo mai stata completata dall'artista, l'unica traccia in circolazione è quella in versione demo. La canzone parla di un uomo ossessionato dal gioco d'azzardo che si sente imbrogliato da qualcuno accusandolo di essere un bugiardo e un imbroglione (cheater in inglese-da qui il titolo della canzone).

## Video
Il video musicale, realizzato per accompagnare la canzone sui vari canali musicali dell'epoca come MTV, fu composto da un montaggio di varie immagini di Jackson tratte dal DVD del concerto dal vivo Live in Bucharest: The Dangerous Tour contenuto sempre in The Ultimate Collection.

## Tracce
Singolo digitale
1. Cheater (Demo) – 5:08 (Michael Jackson, Greg Phillinganes)

CD promozionale Europa
1. Cheater (demo, radio edit) – 3:58 (Michael Jackson, Greg Phillinganes)

Vinile 12" Regno Unito
1. Cheater (demo) – 5:09 (Michael Jackson, Greg Phillinganes)
2. One More Chance (remix) – 3:50 (R. Kelly)